# Адве, Сарита Викрам
Сарита Викрам Адве — профессор информатики Иллинойсского университета и ведущий сотрудник Центра универсальных параллельных вычислений, созданного университетом при поддержке Intel и Microsoft. Её научные интересы включают архитектуру компьютера, параллельные вычисления, системы с сохранением потребляемой энергии и системы с повышенной надёжностью.
Адве получила диплом бакалавра электроинженера в Индийском институте технологии в 1987 году, магистра информатики — в Университете Висконсина-Мэдисона в 1989 году, и защитила диссертацию доктора философии в том же висконсинском университете в 1993 году по теме «Проектирование моделей консистентности для мультипроцессоров с разделяемой памятью». Ранние работы Адве были посвящены моделям без гонки за данными, из которых впоследствии получились модель памяти в языке Си и в среде Java, в создании которых Адве принимала активное участие. С 1993 по 1999 годы она работала в Университете Райса, затем — в Иллинойсском университете. В 2015—2019 годах она возглавляла комитет ACM по архитектуре — SIGARCH.
В управлении энергопотреблением вклад Сариты Адве заключается в разработке одной из первых систем, в которых управление осуществлялось на несколько архитектурных уровнях. Она также была соавтором нескольких статей о параллелизме на уровне команд и руководила разработкой широко используемого симулятора архитектур RSIM, позволяющего сравнивать мультипроцессоры с разделяемой памятью с параллелизмом на уровне команд.

## Премии и награды
- Член ACM, 2010[4]
- Премия ACM имени Мориса Уилкса, 2008[5]
- Премия инновации IBM, 2005
- Университетский учёный UIUC, 2004[6]
- Исследовательский грант имени Альфреда Слоуна, 1998[7]
- Награда за университетское сотрудничество IBM, 1997 и 1998
- Премия CAREER[англ.] NSF, 1995